# Matthias-Schmidt-Berg
Matthias-Schmidt-Berg est une montagne culminant à 663 mètres d'altitude située dans le massif du Harz, à proximité de Saint-Andréasberg, dans l'arrondissement de Goslar, en Basse-Saxe (Allemagne).

## Géographie
La montagne est située dans le Haut-Harz dans le parc naturel du Harz. Elle se dresse directement au sud de Saint-Andréasberg. Au nord-est, se trouve la montagne voisine du Beerberg (658 m). À l'est, le Breitenbeek (affluent du Sperrlutter) y prend sa source. Le parc naturel de Bergwiesen bei St. Andreasberg est voisin du flanc est de la montagne.
Le Matthias-Schmidt-Berg s'élève à 663 mètres d'altitude. À l'est de son sommet, l'altitude de 661 mètres est mentionnée sur les cartes topographiques.

## Domaine skiable
Une petite station de sports d'hiver a été installée sur les pentes de la montagne. Elle offre six pistes, pour au total 3,2 kilomètres de pistes, 140 mètres de dénivelé, deux télésièges et deux téléskis. Il s'agit de l'une des trois plus grandes stations du massif, avec Wurmberg et Bocksberg – Hahnenklee. La pratique du ski nocturne sur une piste de 3 km de long y est possible les mercredis, vendredis et samedis.

## Sport et loisirs
Une piste de luge d'été a été aménagée au niveau de la station.